# Joanna Stingray
Joanna Stingray (en ruso: Джоанна Стингрей, 3 de julio de 1960 en Los Ángeles) es una cantante, actriz y productora musical estadounidense, reconocida por haber sido una figura clave en la popularización de la música y la cultura rock soviética y rusa en la década de 1980. Al comienzo de su carrera publicó un álbum en calidad de solista en los Estados Unidos, y poco tiempo después se trasladó a Rusia.

## Biografía
Joanna Stingray es nativa de Los Ángeles, California. Inicialmente, Stingray lanzó un álbum en los Estados Unidos como solista, titulado Beverly Hills Brat en 1983. En 1984, a la edad de 23 años, Stingray viajó a la ciudad de Leningrado (actual San Petersburgo), donde conoció a Boris Grebenshchikov del grupo de rock Aquarium. Impresionada por la música de Grebenshchikov y de otros artistas soviéticos, Stingray comenzó a exportar la música de las bandas de rock "underground" más allá de los confines de la Unión Soviética.
El 27 de julio de 1986, la compañía discográfica australiana Big Time Records publicó el disco Red Wave: 4 Underground Bands from the Soviet Union, un álbum doble que consistía en canciones recopiladas y producidas por Stingray. Cada lado del disco incluye canciones de un artista y las bandas incluidas son Aquarium, Kino, Alisa y Strannye Igry. Fue el primer lanzamiento de música rock rusa en los Estados Unidos. Stingray pasó la mayor parte de los años siguientes viviendo en Moscú, donde trabajó como música, actriz y presentadora de televisión antes de regresar a los Estados Unidos en 1995.

## Apariciones en cine y otros medios
En 1993, Joanna participó en la película Freak, dirigida por Roman Kachanov. En 1996 colaboró con Alexandr Lipnitskii en la producción de Sunny Days, un documental sobre la vida del músico Viktor Tsoi.
El 20 de junio de 1992 participó en el concierto homenaje a Víktor Tsoi celebrado en el estadio Luzhniki de Moscú. Actuó junto a Viktor Sologub (bajo, Strange Games), Valery Vinogradov (guitarra, Center) y Aleksandr Vasilyev (percusión, Center).

## Plano personal

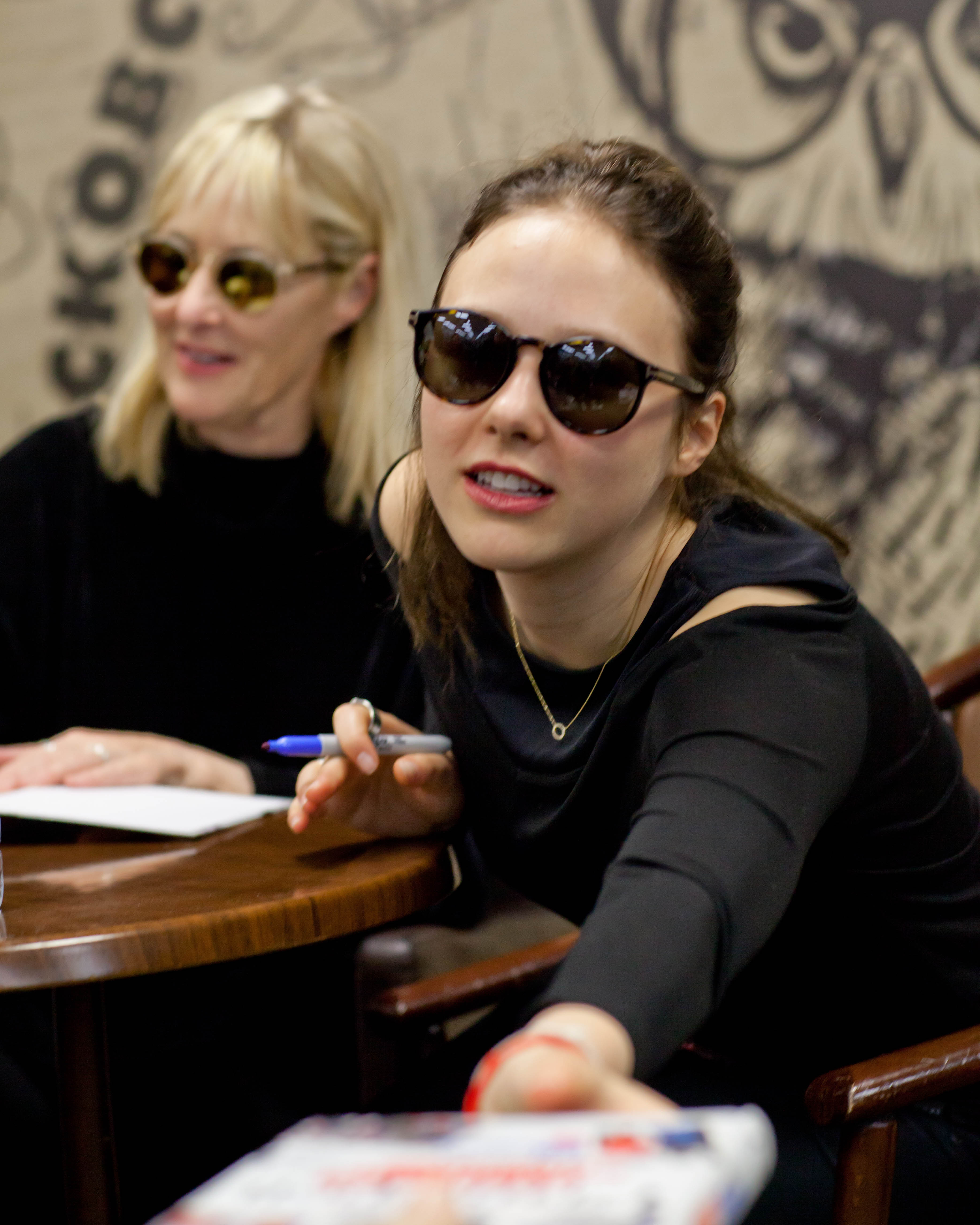
Stingray y su hija Madison.

Stingray estuvo casada con el guitarrista del grupo Kino, Yuri Kasparyan. Su segundo matrimonio fue con otro músico ruso, Alexandr Vasilyev, en 1991. Su actual esposo es el arquitecto Richard Best de California. A partir de 2004, Stingray ofició como directora ejecutiva de la asociación de exalumnos de la escuela secundaria de Beverly Hills y trabaja a tiempo parcial como agente de bienes raíces.

## Discografía

### Álbumes publicados en Estados Unidos
- Beverly Hills Brat (1983)

### Álbumes publicados en Rusia
- Thinking Till Monday (1990)
- Проходя Через Окна (1991)
- For A Moment (1994)
- Shades Of Yellow (1998)
- May There Always Be Sunshine (2007)

### Sencillos
- Stingray (1990)

### Álbumes recopilatorios
- Rock Me But Don't Disrupt My Mind (1993)
- Greenpeace Rocks (1993)

### Álbumes producidos
- Red Wave (1986)